# Alain Libolt
Alain Libolt (San Giovanni di Moriana, 20 agosto 1943) è un attore francese.
Attivo sia al cinema che in teatro, ha recitato per Éric Rohmer in Racconto d'autunno (1998) e La nobildonna e il duca (2001).

## Filmografia
- L'armata degli eroi (L'armée des ombres), regia di Jean-Pierre Melville (1969)
- I verdi anni della nostra vita (Le grand Meaulnes) (1967)
- Bernie, regia di Albert Dupontel (1996)
- Racconto d'autunno (Conte d'automne), regia di Éric Rohmer (1998)
- La nobildonna e il duca (L'Anglaise et le Duc), regia di Éric Rohmer (2001)
- Piccoli tradimenti (Petites coupures), regia di Pascal Bonitzer (2003)
- I sentimenti (Les sentiments), regia di Noémie Lvovsky (2003)
- Les parallèles (2004)
- Gli amori di Astrea e Céladon (Les amours d'Astrée et de Céladon), regia di Éric Rohmer (2007)
- La vie d'artiste (2007)
- Alibi e sospetti (Le grand alibi) (2008)
- Versailles, regia di Pierre Schöller (2008)
- Le jour où Ségolène a gagné (2008)
- Domaine (2009)
- Elles, regia di Małgorzata Szumowska (2011)
- Pauline détective (2012)
- La joie de vivre (2012) - Film TV
- Climats (2012) - Film TV
- Le verità (La vérité), regia di Hirokazu Kore'eda (2019)